# L'Arbre de joie

L'Arbre de joie est un conte de Noël pour la jeunesse d'Alain Bergeron paru en 1999.
L'histoire est basée sur une tradition régionale : à Victoriaville, dans les Bois-Francs, une lumière s'éclaire dans un arbre lorsqu'un habitant du village offre un cadeau à un enfant démuni. Le livre a été vendu à près de 9000 exemplaires la première année. Par la suite, plusieurs écoles au Québec et en Suisse ont repris l'idée, : après la lecture du livre, les élèves achètent des cadeaux pour des enfants pauvres,.

## Éditions
- L'Arbre de joie, Alain Bergeron, Saint-Lambert : Soulières,  (ISBN 2-922225-19-4), 1999.
- Réédition en 2008 (coffret avec un CD).